# Тахир Джалиль Хабуш аль-Тикрити
Тахир Джалиль Хабуш аль-Тикрити (араб. طاهر جليل حبوش التكريتي‎, род. в 1950 г.) — иракский политический деятель. Директор разведывательной службы «Мухабарат».

## Биография
Тахир аль-Тикрити родился в Тикрите. Вступил в набиравшую силу партию Баас, захватившая в 1968 году власть в стране. В 1975-1977 гг. был представителем Ирака в Лиге арабских государств в Каире. Затем работал в 1977-1979 гг. при учреждениях ООН в Женеве. По возвращении на родину Тахир Джалил Хаббуш стал губернатором провинций Дикар и Васит.
10 июня 1997 года Тахир аль-Тикрити стал генеральным директором общественной безопасности, а 11 октября 1999 года директором «Мухабарат». Считается, что аль-Тикрити несёт ответственность за преступления иракского режима, в том числе аресты и пытки людей. После падения Саддама Хусейна, Тахир аль-Тикрити с рядом соратников свергнутого иракского президента скрылся. За его поимку с 2003 года назначено вознаграждение в $1 млн. В иракской колоде был представлен бубновым валетом.
По состоянию на апрель 2025 года его местонахождение по-прежнему не установлено.